# エーベル (砲艦)
エーベル (SMS Eber) はドイツ海軍の砲艦。イルティス級。　

## 艦歴
エーベルはシュテッティンのAGフルカン社で1902年に起工。1902年6月6日に進水し、同年9月15日に就役した。
エーベルは第一次世界大戦前、西アフリカに配備されていた。ケープタウンを訪れた際にドイツとイギリスとの戦争が差し迫っていることを知り、すぐにそこを離れた。1914年8月1日にドイツ領南西アフリカに到着。リューデリッツで給炭すると南アメリカ方面へ向かった。ブラジルのトリニダード島付近で客船カップ・トラファルガーと合流し、同船に砲や弾薬、乗組員の一部を移して仮装巡洋艦とした。その後エーベルはブラジルで抑留され、ブラジルが参戦すると1917年10月16日にサルヴァドールで自沈した。　